# Comisión de escuelas católicas de Montreal
La Comisión de escuelas católicas de Montreal (en francés: Commission des écoles catholiques de Montréal, CECM; en inglés: Montreal Catholic School Commission) era un distrito escolar en Quebec, Canadá. Tenía su sede en Montreal.
El distrito gestionaba escuelas públicas católicas en francés y inglés. En 1996, el distrito tenía 130.000 estudiantes (90.000 niños y 40.000 adultos) y gestionaba escuelas en Montreal, Côte-Saint-Luc, Hampstead, Montréal-Nord, Montréal-Ouest y Westmount. En 1996 la comisión gestionaba 150 escuelas primarias del sector francés, 20 escuelas primarias del sector inglés, 35 escuelas secundarias del sector francés, 8 escuelas secundarias del sector inglés, 28 centros de educación para adultos y educación profesional del sector francés, y 5 centros de educación para adultos y educación profesional del sector inglés. En 1998, el distrito ha cerrado.